# Silver Swallows
Сере́бряные Ла́сточки (англ. Silver Swallows) — аэробатическая команда Воздушного корпуса Ирландии. Команда была основана в 1986 году в составе трёх CM.170 Fouga Magister; в 1987 году был добавлен четвёртый аппарат.
Международный дебют эскадрона состоялся 26 июля 1990 года на британской аэробазе Броуди.
Самым активным годом команды был 1997; однако, в 1998 году самолёты, используемые ими, были сняты с вооружения, что стало причиной прекращения активности команды.
Помимо логотипа, на самолётах команды не было опознавательных цветов; логотип же время от времени менялся.